# Cheng Shao-Chieh
Cheng Shao-Chieh (4 de enero de 1986) es una deportista taiwanesa que compitió en bádminton, en la modalidad individual. Ganó dos medallas de en el Campeonato Mundial de Bádminton en los años 2005 y 2011.

## Palmarés internacional
| Representando a China Taipéi |                          |                   |            |
| Campeonato Mundial           |                          |                   |            |
| Año                          | Lugar                    | Medalla           | Prueba     |
| 2005                         | Anaheim (Estados Unidos) | Medalla de bronce | Individual |
| 2011                         | Londres (Reino Unido)    | Medalla de plata  | Individual |